# 摺鉢窪カール

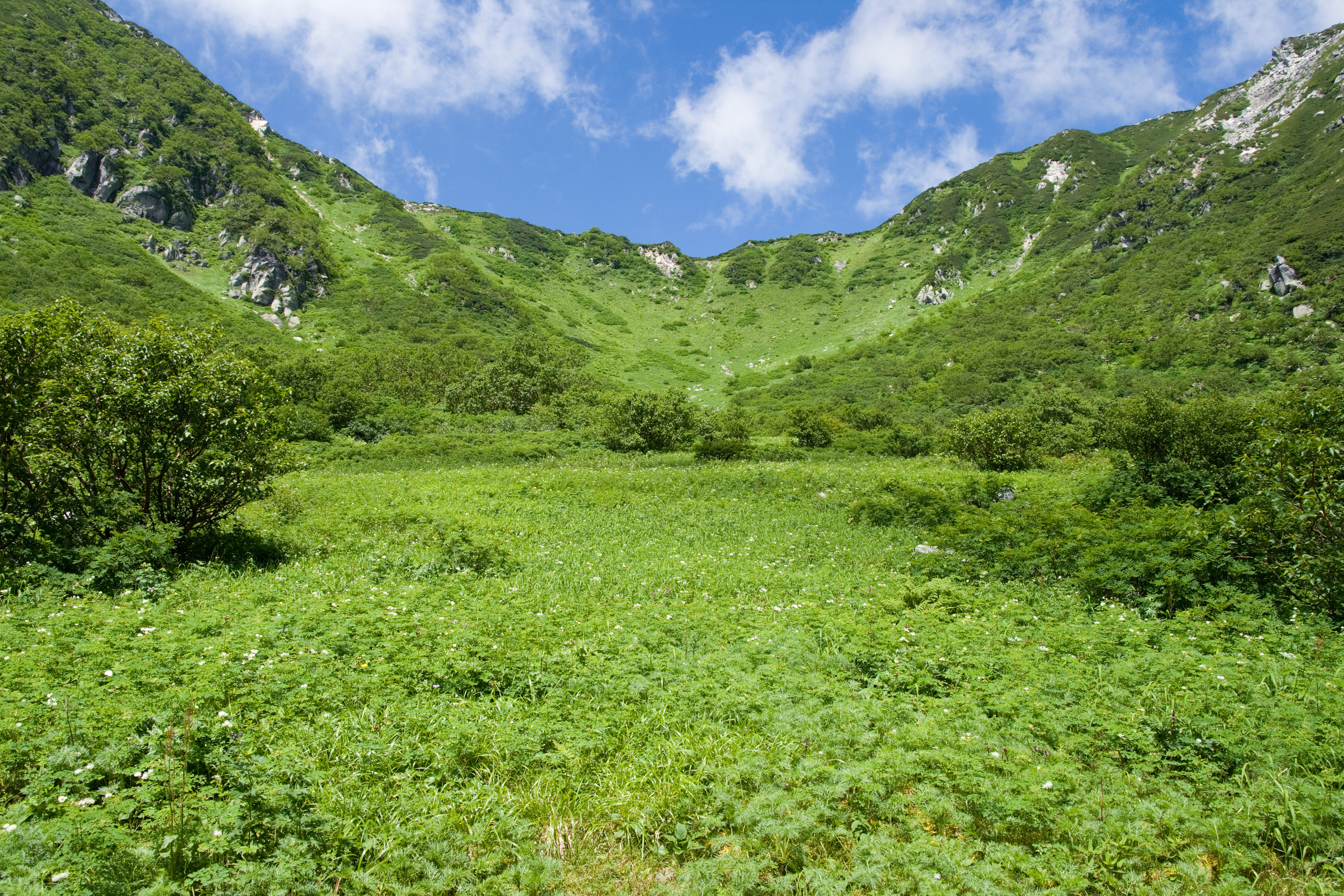
摺鉢窪避難小屋前より見た摺鉢窪カール
（2009年8月撮影）

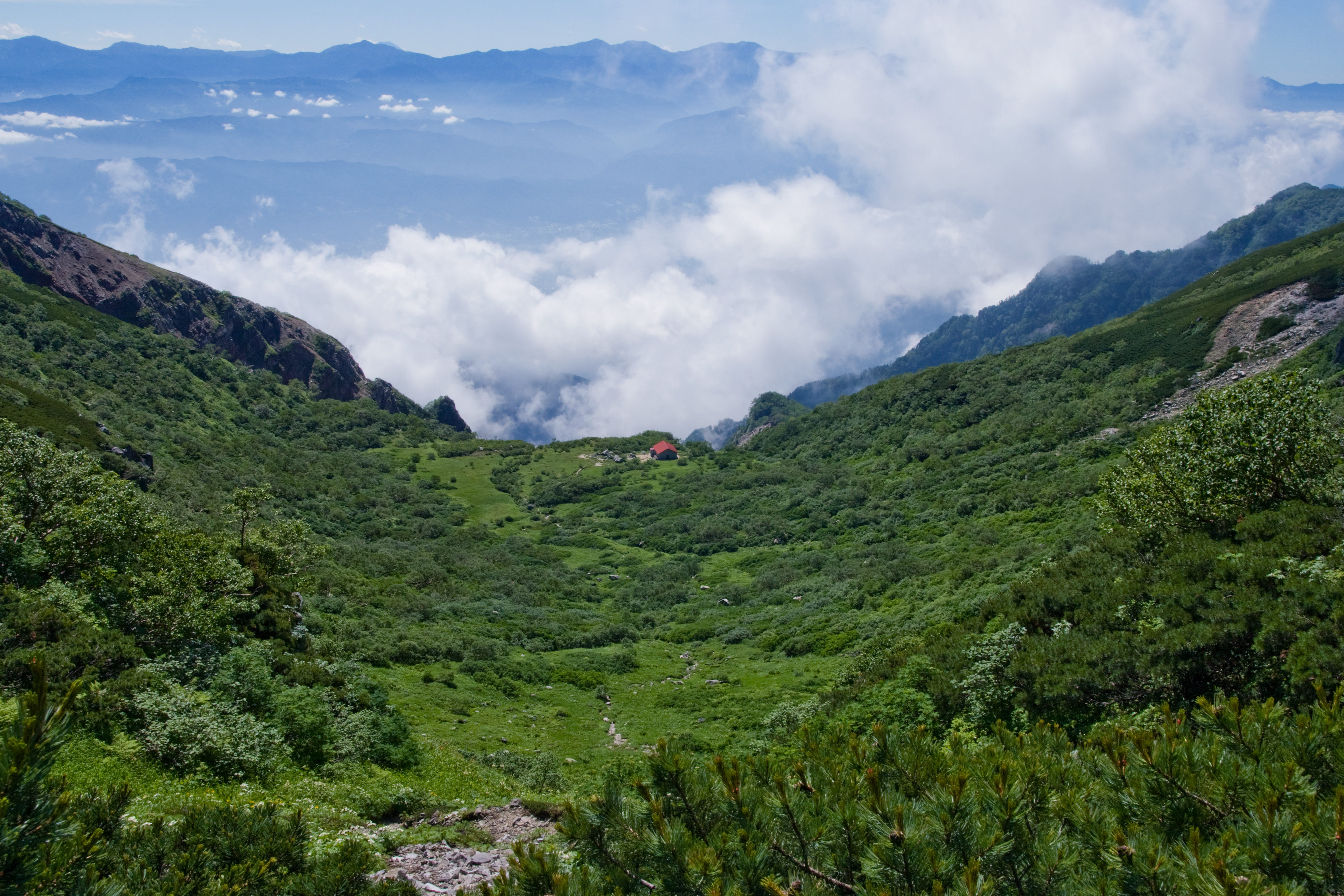
稜線から見た摺鉢窪カール
（2009年8月撮影）

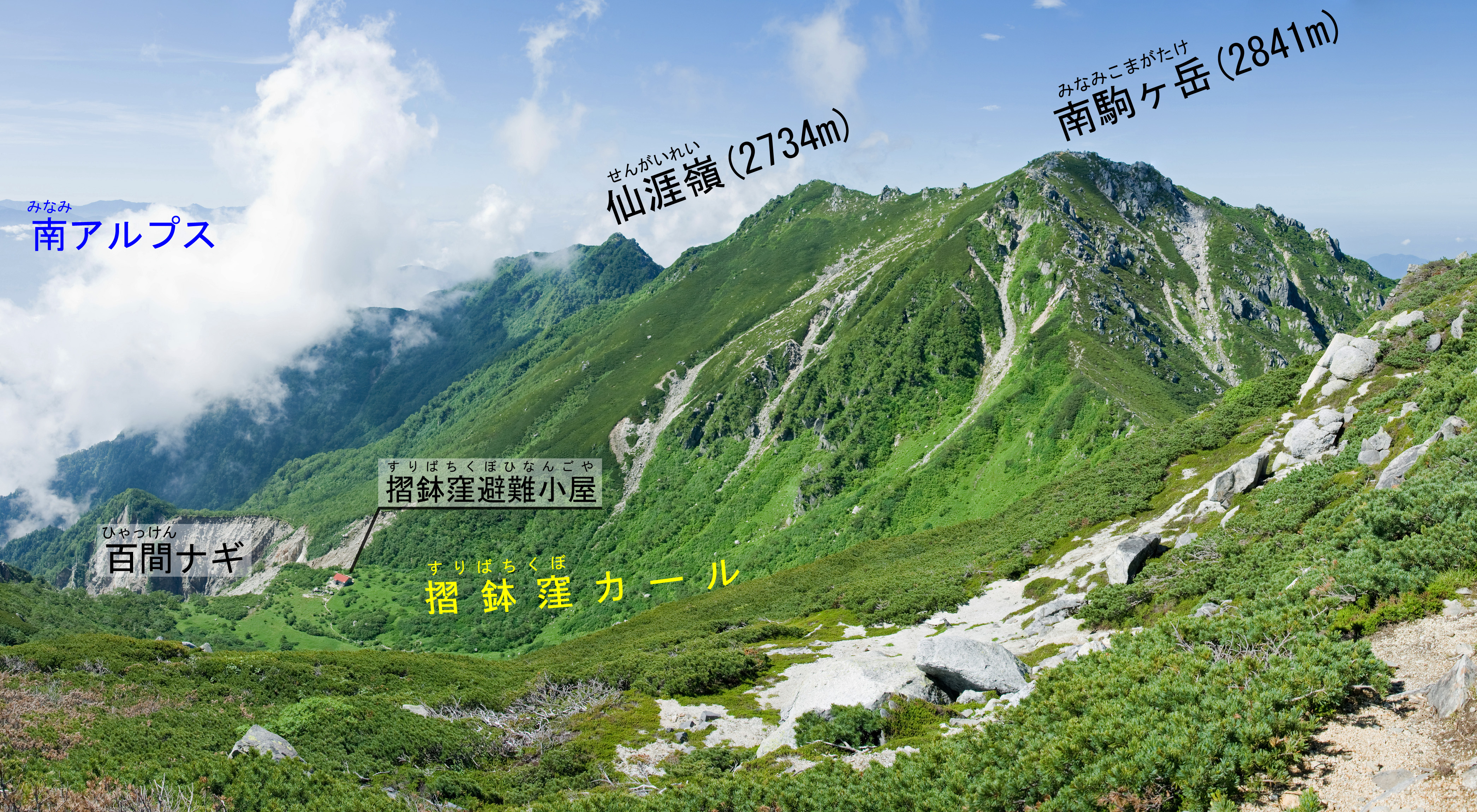
赤椰岳から見た摺鉢窪カールと南駒ヶ岳
（2009年8月撮影）

摺鉢窪カール（すりばちくぼカール）とは、中央アルプス・南駒ヶ岳 (2,841m) から赤椰岳 (2,798m) の稜線の東側、標高2,550-2,700mに広がるカール（圏谷）地形である。摺鉢窪とも呼ばれる。

## 概要
中央アルプスのカールの中でも特に形の整ったカールであり、夏にはハクサンイチゲやシナノキンバイといった高山植物のお花畑が広がる。
南駒ヶ岳と赤椰岳を結ぶ稜線の下には百間ナギと呼ばれる断崖で岩盤がむき出しの場所があり崩落を繰り返している。2022年7月23日に摺鉢窪避難小屋の管理団体の役員らが亀裂を発見し、下山後に町に報告し、飯島町は2022年7月26日から摺鉢窪カールへの立ち入りを当面禁止すると発表した。

## 登山道
空木岳から南駒ヶ岳方面へ伸びる中央アルプス縦走路の途中（南駒ヶ岳と赤椰岳の鞍部）に摺鉢窪カール登山道への分岐がある。その分岐までのコースおよび所要時間を以下に示す。
菅ノ台から
- 菅ノ台登山口 - （池山尾根:約8時間） - 空木岳 - （約1時間） - 赤椰岳 - （約10分） - 分岐 所要時間：約9時間

伊奈川ダムから
- 伊奈川ダム登山口 - （北沢尾根:約9時間） - 南駒ヶ岳 - （約15分） - 分岐 所要時間：約9時間

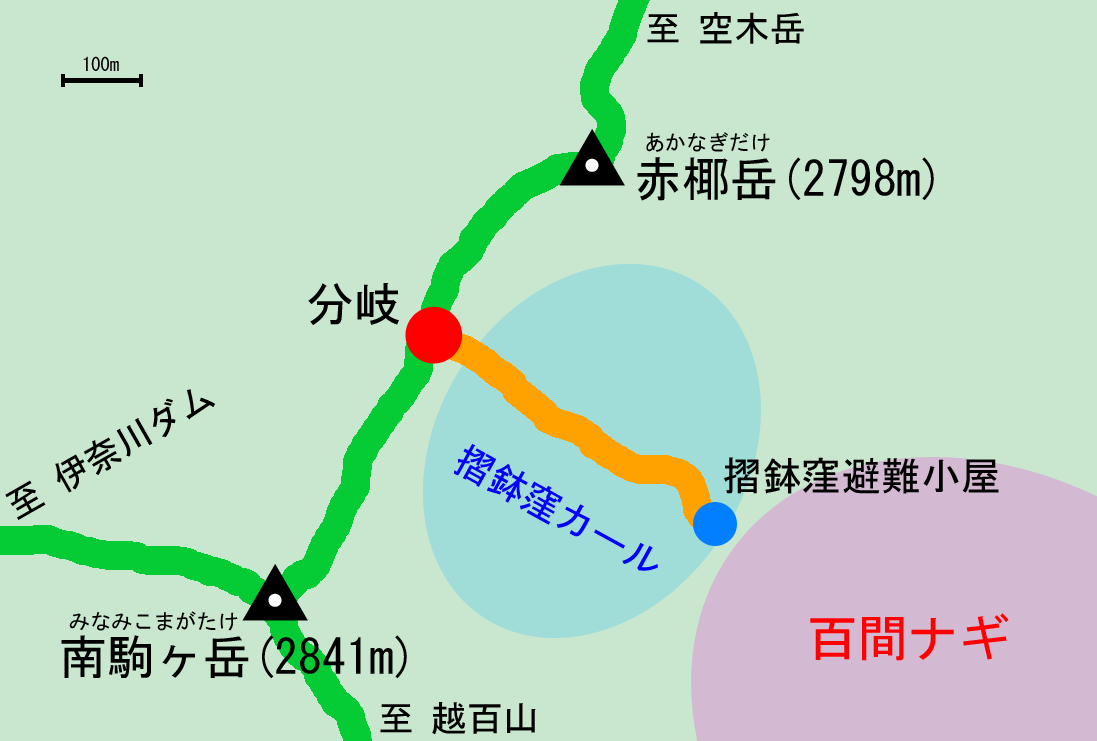
摺鉢窪カール周辺の地図

## 登山施設

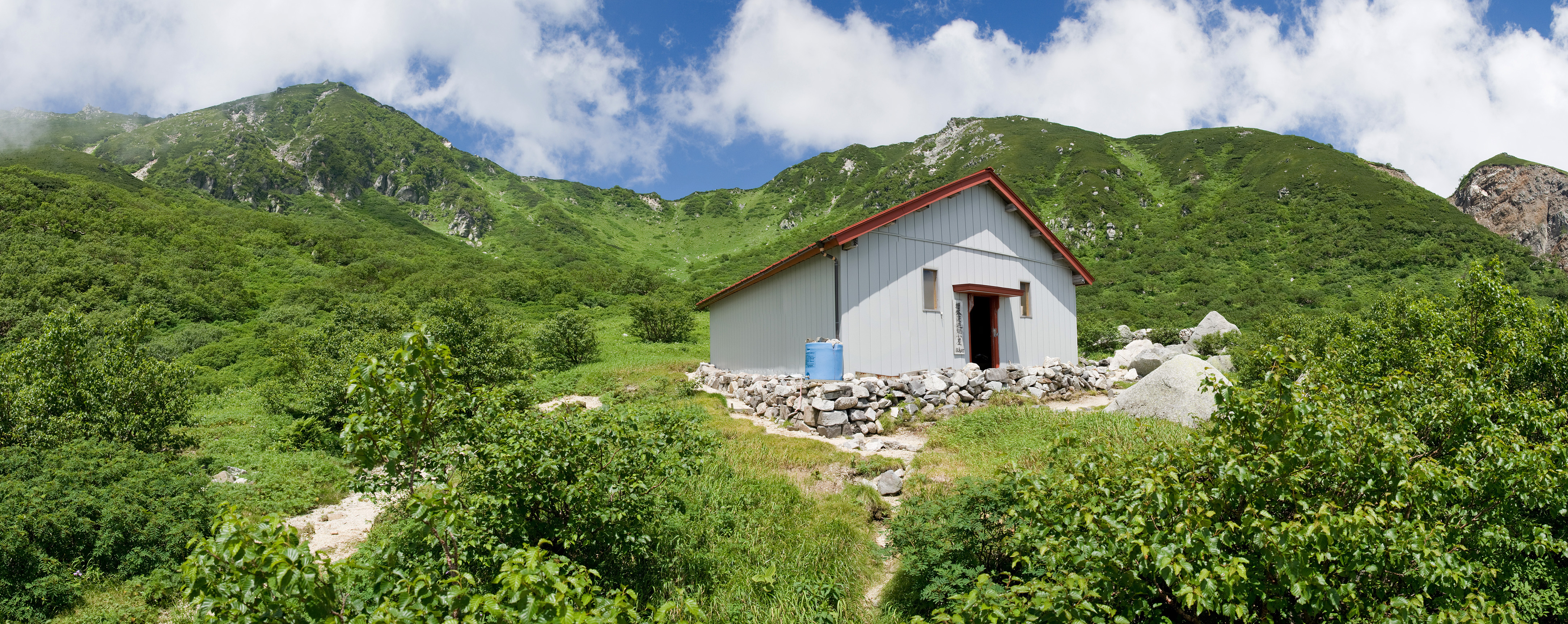
摺鉢窪カールと摺鉢窪避難小屋
（2009年8月撮影）

- 摺鉢窪カールの底に摺鉢窪避難小屋（無人）がある。

## ギャラリー

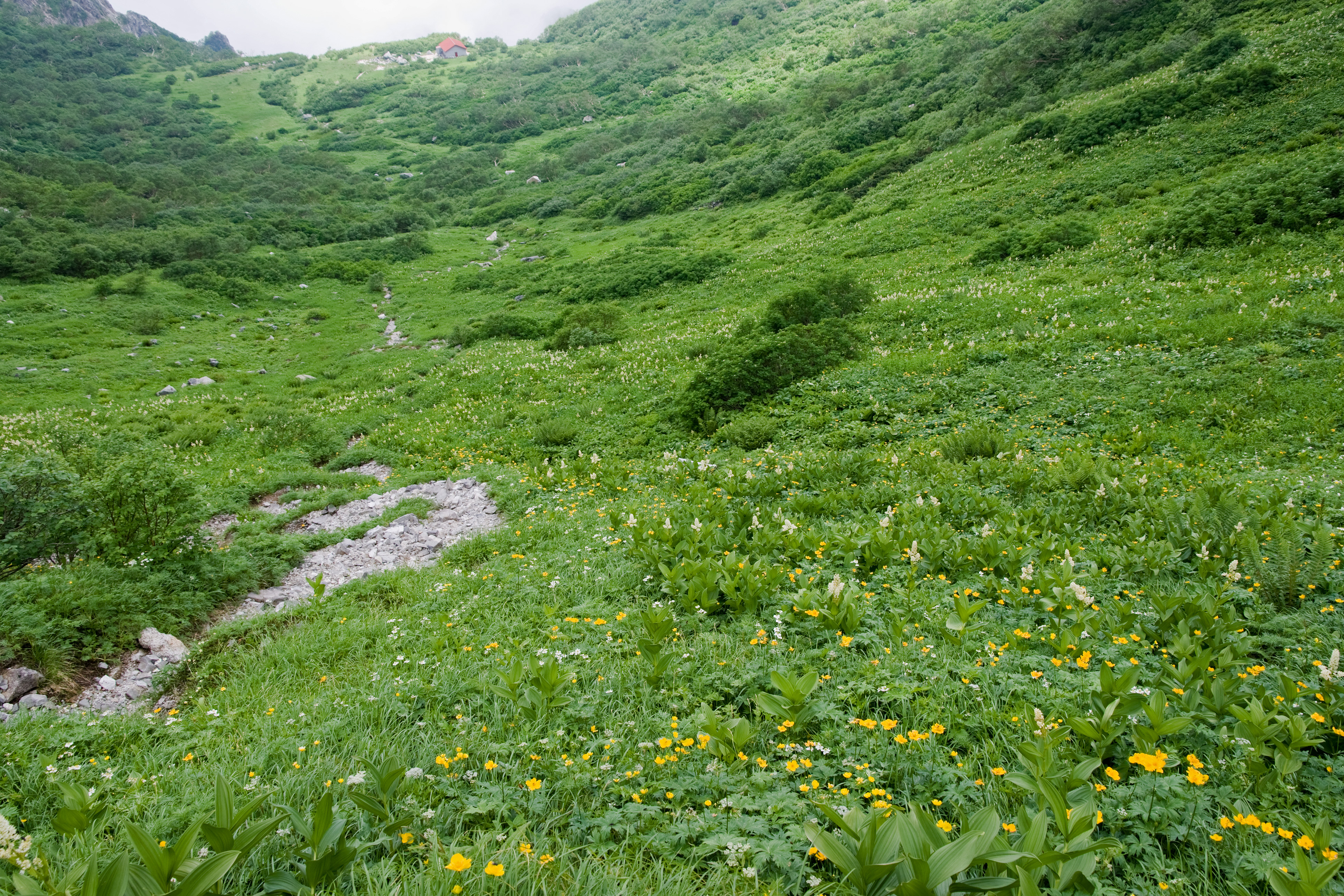
摺鉢窪カールのお花畑 （2009年8月撮影）
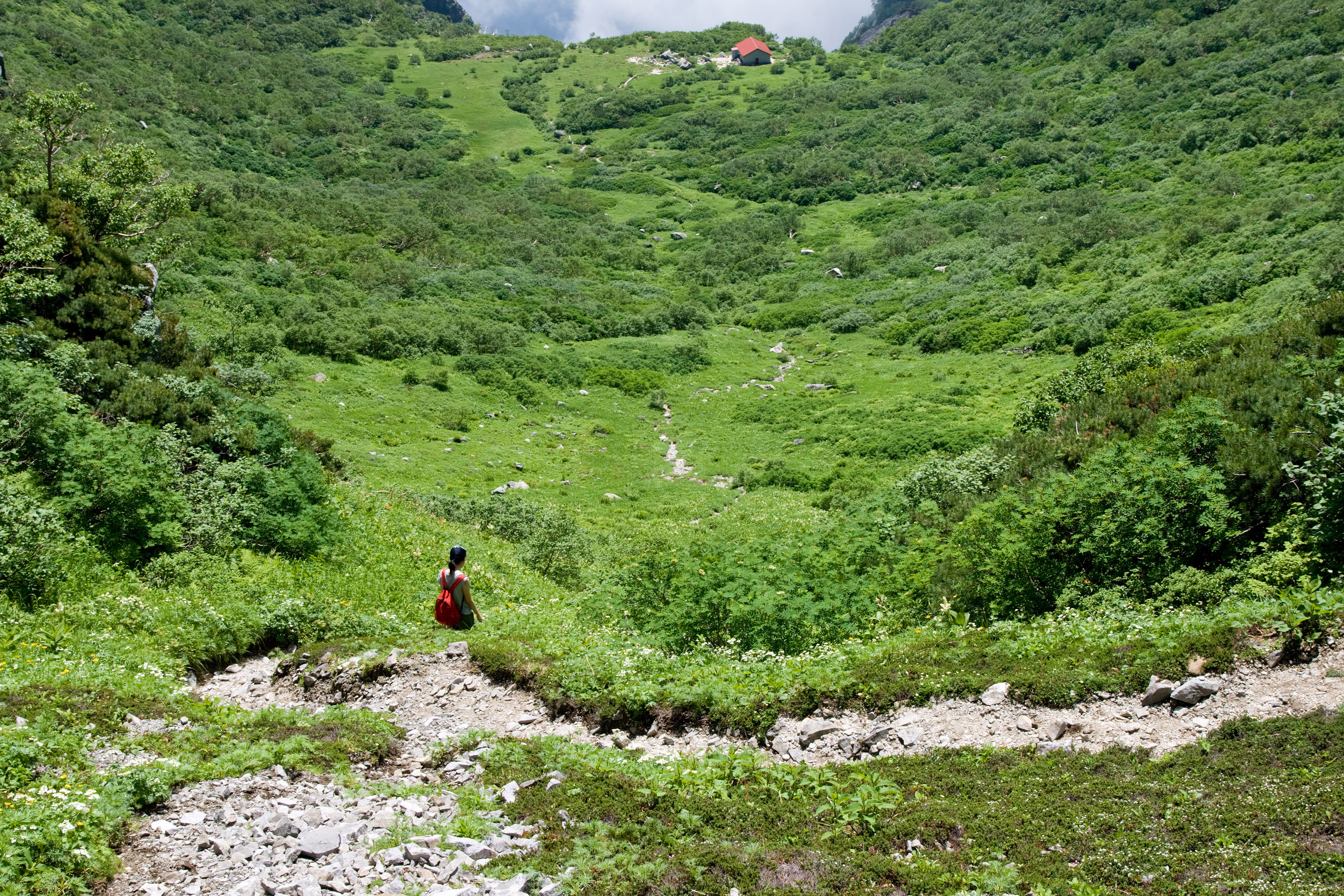
摺鉢窪カールの登山道 （2009年8月撮影）
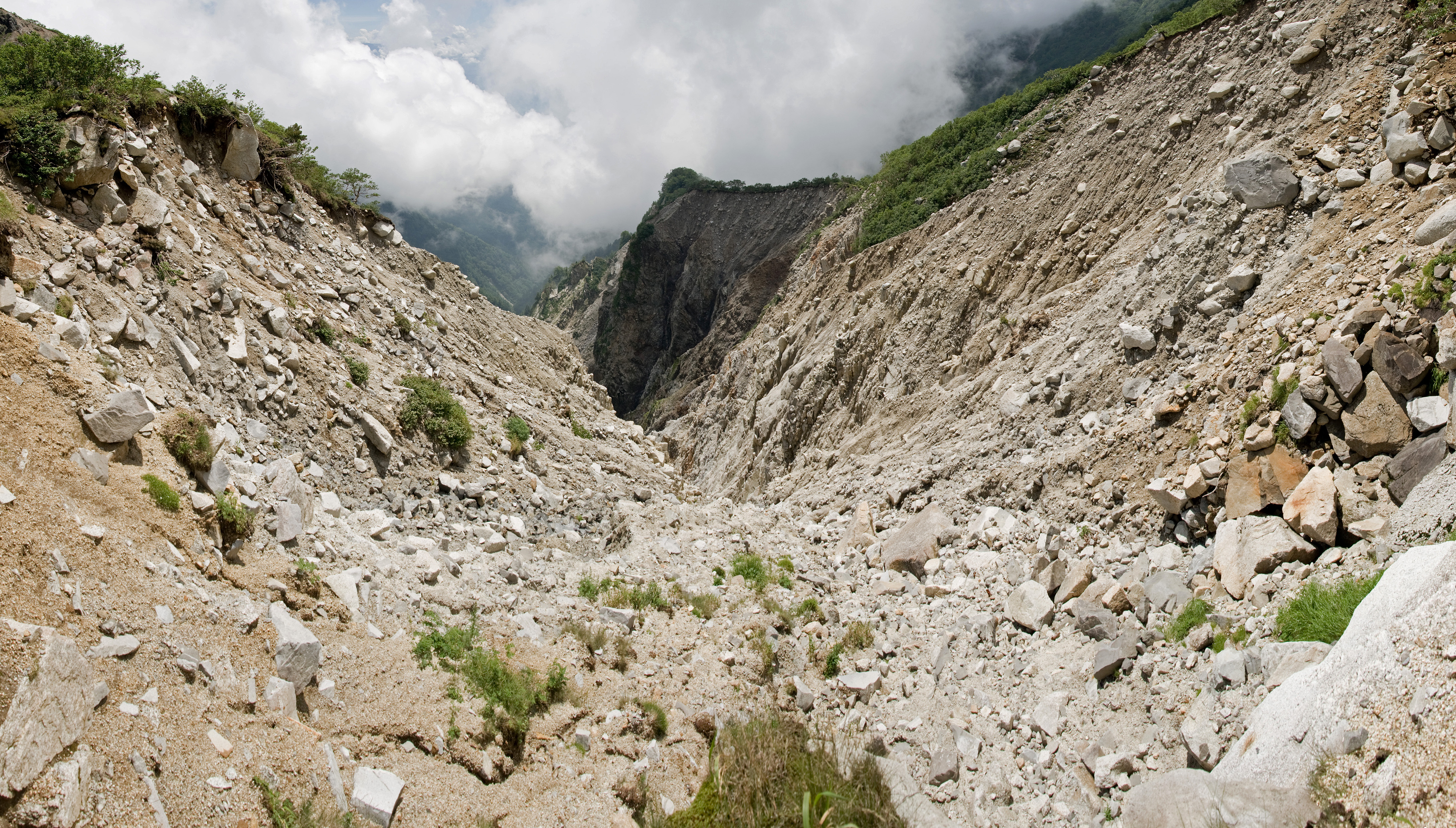
摺鉢窪カール下部に広がる百間ナギ （2009年8月撮影）